# Kathrin Weßel

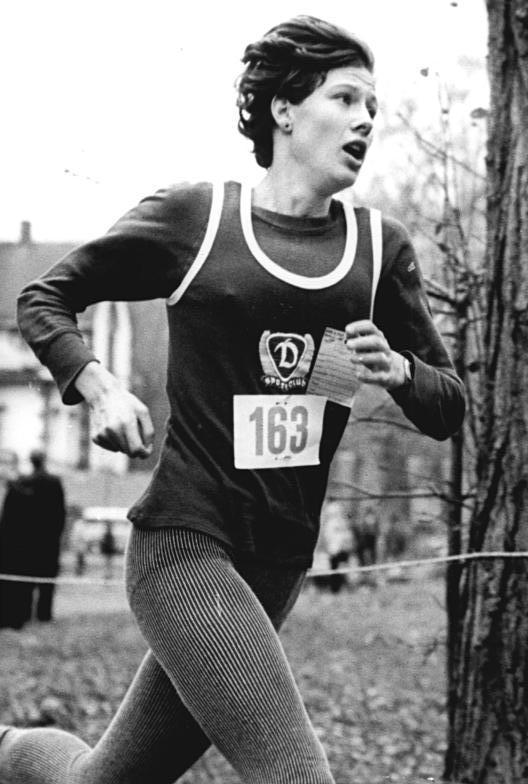
Kathrin Ullrich (1986)

Kathrin Weßel (gebürtig Kathrin Ullrich; * 14. August 1967 in Annaberg-Buchholz, Bezirk Karl-Marx-Stadt) ist eine ehemalige deutsche Langstreckenläuferin, die Ende der 1980er und Anfang der 1990er zu den weltbesten Bahnläuferinnen zählte und später im Straßenlauf erfolgreich war.
Ihre sportliche Karriere begann in der DDR, in der sie von 1987 bis 1990 jeweils viermal Meisterin im 3000- und im 10.000-Meter-Lauf wurde. 1987 wurde sie Dritte bei den Leichtathletik-Weltmeisterschaften 1987 in Rom und stellte dabei mit 31:11,34 min einen deutschen Rekord über 10.000 Meter auf. Bei den Olympischen Spielen 1988 in Seoul wurde sie Vierte über dieselbe Distanz. 1989 blieb sie mit 14:59,01 min als erste deutsche Läuferin über 5000 Meter unter 15 Minuten, und bei den Europameisterschaften 1990 wurde sie Zweite über 10.000 Meter.
Beim 10.000-Meter-Lauf der Leichtathletik-Weltmeisterschaften 1991 in Tokio wurde sie Vierte, nachdem sie zuvor 1991 am 30. Juni in Frankfurt mit 31:03,62 min den bis 2021 geltenden deutschen Rekord über diese Distanz aufgestellt hatte. Am 10. September desselben Jahres verbesserte sie in Berlin ihren 5000-Meter-Rekord auf 14:58,71 min. Ihre ersten Erfolge im Straßenlauf feierte sie bei den 25 km von Berlin, wo sie 1991 und 1992 gewann und bei ihrem zweiten Sieg mit 1:24:41 h den aktuellen deutschen Rekord über diese Distanz aufstellte. 1992 siegte sie beim Schweizer Frauenlauf, 1994 beim Berliner Halbmarathon (in 1:10:47 h, ihrer persönlichen Bestzeit über diese Distanz) und 1995 beim Basler Stadtlauf.
1998 wurde sie Zweite beim Köln-Marathon und nach einer Babypause 2001 jeweils Dritte beim Hamburg-Marathon und beim Berlin-Marathon, bei letzterem mit ihrer persönlichen Bestzeit von 2:28:27 h. 2002 gewann sie beim Regensburg-Marathon mit dem aktuellen Streckenrekord von 2:30:36 h und wiederholte diesen Sieg 2003. Ihr letzter Marathonsieg gelang ihr 2004 beim Mannheim-Marathon. Von 1991 bis 1996 wurde sie sechsmal in Folge Deutsche Meisterin über 10.000 Meter und setzte so ihre Erfolgsserie bei den DDR-Meisterschaften fort. Außerdem wurde sie 1994 (als Gesamtdritte des Frankfurt-Marathons) und 2002 (als Gesamtachte des Berlin-Marathons) Deutsche Meisterin im Marathon.
Kathrin Weßel startete bis zur Wende für den SC Dynamo Berlin, später für den SC Charlottenburg und den OSC Berlin. In ihrer aktiven Zeit war sie 1,69 m groß und wog 54 kg. Am 25. September 1992 heiratete sie den Langstreckenläufer André Weßel. Ihre Tochter Nele Weßel ist ebenfalls Leichtathletin. 2004 erklärte sie ihren Rücktritt vom Leistungssport.